# Planckvinkelfrekvens
Planckvinkelfrekvens, betecknat {\displaystyle \omega _{\text{P}}}, är en vinkelfrekvensenhet och en av de härledda Planckenheterna, ett måttenhetssystem som bygger på naturliga enheter. Planckvinkelfrekvens definieras som:
{\displaystyle \omega _{\text{P}}={\frac {1}{t_{\text{P}}}}={\sqrt {\frac {c^{5}}{\hbar G}}}}
där {\displaystyle G} är gravitationskonstanten, {\displaystyle \hbar } Diracs konstant och {\displaystyle c} ljusets hastighet i vakuum.
Dess värde är ungefär 1,85487 × 1043 s−1.